# Mavegro Futebol Clube
Il Mavegro Futebol Clube, noto in precedenza com Ténis Clube de Bissau, è una società calcistica con sede a Bissau in Guinea-Bissau.
Gioca le gare casalinghe allo stadio Lino Correia.

## Rosa 2011
| N. |                          | Ruolo | Calciatore                     |
| -- | ------------------------ | ----- | ------------------------------ |
| 1  | Guinea-Bissau (bandiera) | P     | Mascarenias Baba               |
| 2  | Guinea-Bissau (bandiera) | P     | Joackin Biker                  |
| 3  | Guinea-Bissau (bandiera) | D     | Pedru Enrique                  |
| 4  | Guinea-Bissau (bandiera) | D     | Jose de Oliveira Duku          |
| 5  | Guinea-Bissau (bandiera) | D     | Vaz Kabi                       |
| 6  | Guinea-Bissau (bandiera) | D     | Chorhe Frederiqu Velesh Karocu |
| 7  | Guinea-Bissau (bandiera) | D     | Joackin da Graca               |
| 8  | Guinea-Bissau (bandiera) | D     | Faustino Coentrao              |
| 9  | Guinea-Bissau (bandiera) | C     | Jose Pinheiru da Camara        |
| 10 | Guinea-Bissau (bandiera) | C     | Rosario Mendesh                |
| 11 | Guinea-Bissau (bandiera) | C     | Adao Diogo                     |

| N. |                          | Ruolo | Calciatore                  |
| -- | ------------------------ | ----- | --------------------------- |
| 12 | Guinea-Bissau (bandiera) | C     | Joackin Antoniu de Matush   |
| 13 | Guinea-Bissau (bandiera) | C     | George da Silva Mane        |
| 14 | Guinea-Bissau (bandiera) | C     | Marqush Almeida             |
| 15 | Guinea-Bissau (bandiera) | C     | Eseme Balimba               |
| 16 | Guinea-Bissau (bandiera) | C     | Simubali Amon Mouya         |
| 17 | Guinea-Bissau (bandiera) | C     | Pedriniu Ko                 |
| 18 | Guinea-Bissau (bandiera) | A     | Jose da David               |
| 19 | Guinea-Bissau (bandiera) | A     | Onoryu Pereira Barretou     |
| 20 | Guinea-Bissau (bandiera) | A     | Paulu Gomes di Abrey-i-Lima |
| 21 | Guinea-Bissau (bandiera) | A     | Arnold Adabunu              |
| 22 | Guinea-Bissau (bandiera) | A     | Amin N'Hass                 |

## Palmarès

### Competizioni nazionali
- Coppa della Guinea-Bissau di calcio: 3

1994, 2002, 2004
- Supercoppa della Guinea-Bissau di calcio: 1

1994

### Altri piazzamenti
- Campionato della Guinea-Bissau:

Secondo posto: 2006